# Crossandra strobilifera
Crossandra strobilifera là một loài thực vật có hoa trong họ Ô rô. Loài này được (Lam.) Benoist mô tả khoa học đầu tiên năm 1939.